# Ukrajinský cestovní pas

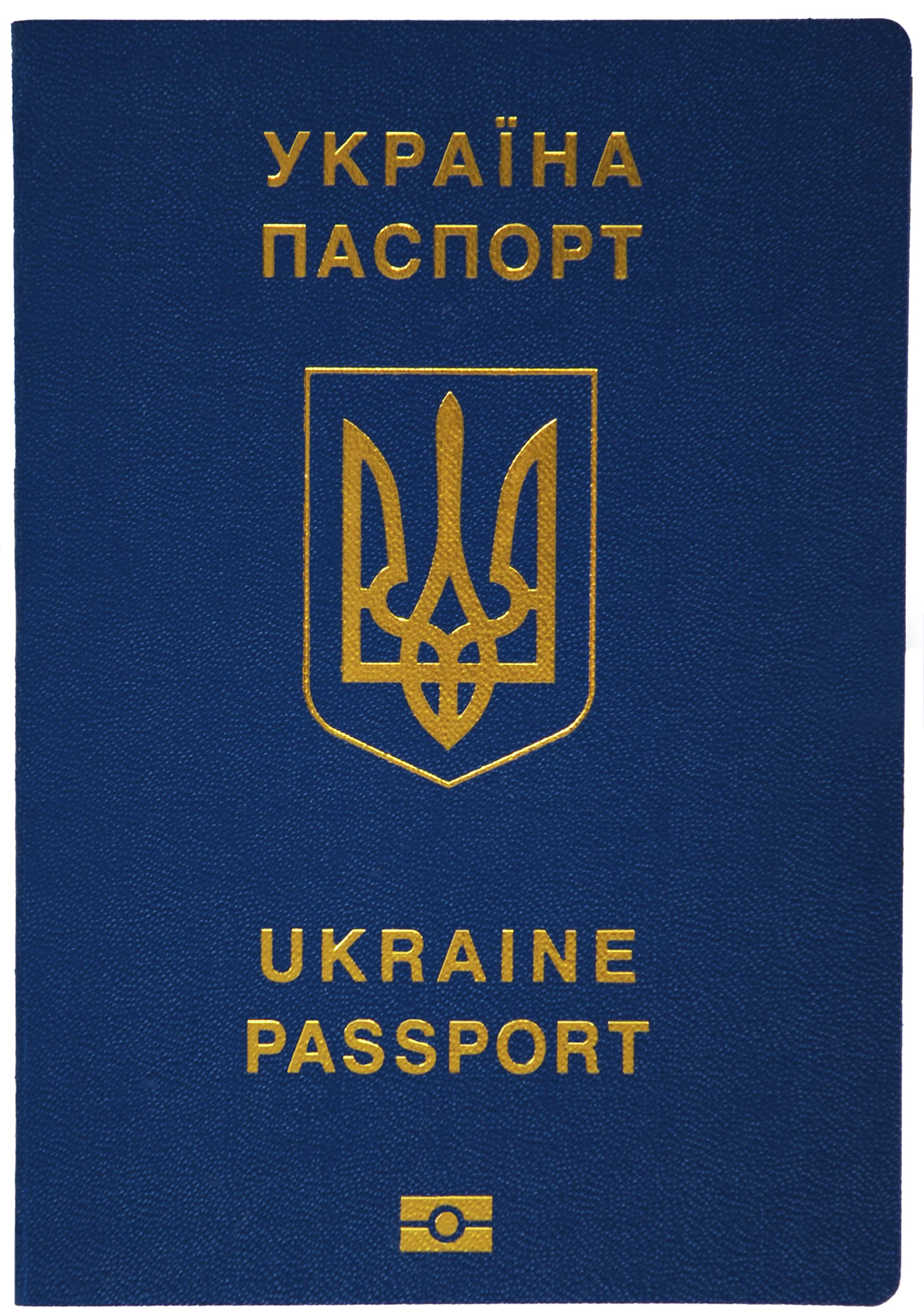
Ukrajinský cestovní pas

Ukrajinský pas je doklad vydávaný státním příslušníkům Ukrajiny jako doklad pro mezinárodní cestování, a taky jako doklad potvrzující ukrajinské občanství. Do roku 2016 se občanům vydávala měkká brožura vnitřního pasu jako jejich primární vnitrostátní identifikační doklad; brožury byly nahrazeny kartou s platnými stávajícími pasy. Elektronické pasy jsou občanům dostupné prostřednictvím vládní aplikace pro chytré telefony Dija.

## Vnitřní pas
Podle změn zákona Nejvyšší radou (ukrajinský parlament) ze dne 14. července 2016 musí každý občan, který dosáhl věku 14 let, získat vnitřní pas. Osobám mladším 18 let budou pasy vydávány na čtyři roky a všem ostatním na deset let. Od té doby také ukrajinské vnitřní pasy (v sešitové podobě) nejsou opatřeny razítkem občanského průkazu (tj. sňatek či rozvod), čímž byla zrušena stoletá tradice z dob SSSR. Namísto toho je každému ze snoubenců vystaven oddací list.
Zákon Ukrajiny o jednotném státním demografickém registru a dokladech totožnosti, který počítá se zavedením elektronických pasů pro Ukrajince, vstoupil v platnost 6. prosince 2012.
Dne 10. července 2015 ukrajinská vláda oznámila, že od 1. ledna 2016 budou zrušeny vnitřní pasy a nahrazeny občanským průkazem. Dne 25. ledna 2016 byly vydány první nové ukrajinské průkazy totožnosti mladým občanům, kteří dosáhli věku 16 let. Od 1. listopadu 2016 se vydávají občanské průkazy všem občanům Ukrajiny.

## Vízové požadavky

Vízové požadavky ukrajinských občanů
Ukrajina
Speciální režim pro uprchlíky (vstup je možný s jakýmkoli dokladem totožnosti)
Vízum není třeba
Vízum udělována při příjezdu
Elektronické vízum eVisa
Vízum dostupné při příjezdu i online
Vízum nutné předem